# Mario D'Aleo
Mario D'Aleo (Roma, 16 febbraio 1954 – Palermo, 13 giugno 1983) è stato un ufficiale dell'Arma dei Carabinieri.
Assassinato da Cosa nostra, è stato insignito della Medaglia d'oro al valor civile alla memoria.

## Biografia
Capitano dei Carabinieri, divenne comandante della Compagnia di Monreale nel 1980 prendendo il posto di Emanuele Basile, ucciso in un agguato di mafia. D'Aleo, ucciso insieme all'appuntato Giuseppe Bommarito e al carabiniere Pietro Morici, che erano in servizio a Monreale già con il capitano Basile, avviò indagini sulla mafia del circondario monrealese, che comprendeva l'agguerrita cosca di San Giuseppe Jato, capeggiata da Bernardo e Giovanni Brusca: portò avanti la sua attività tramite perquisizioni, fermi e arresti, fra i quali quello per favoreggiamento personale nei confronti di Giovanni Brusca, sospettato di aver dato alle fiamme un automezzo, e sorprese il capomafia di Monreale Salvatore Damiani mentre teneva una riunione con altri soggetti ritenuti appartenenti alla mafia e ne scaturì un conflitto a fuoco. Indagò anche sugli affari dei Brusca nella società produttrice di calcestruzzi "Litomix S.p.A.", cui era interessato anche Angelo Siino (soprannominato il "Ministro dei lavori pubblici di Cosa nostra").

Un'altra immagine di D'Aleo in uniforme

Il capitano D'Aleo venne ucciso insieme ai colleghi Bommarito e Morici in un attentato a Palermo il 13 giugno 1983 in via Cristoforo Scobar, dove viveva la fidanzata del capitano presso la quale i due militari lo avevano scortato, da un commando composto da tre persone che spararono loro senza dargli il tempo di reagire.
Dopo la sua morte gli è stata conferita la Medaglia d'oro al valor civile.
Si dovettero però attendere le confessioni dei collaboratori di giustizia Calogero Ganci e, soprattutto, di Francesco Paolo Anzelmo per conoscere i nomi degli assassini del capitano D'Aleo e dei colleghi Bommarito e Morici: nel 2008 vennero riconosciuti come mandanti e condannati all'ergastolo Michele Greco, Totò Riina, Bernardo Provenzano, Pippo Calò, Giuseppe Farinella e Nenè Geraci mentre gli esecutori materiali sono invece stati individuati in Michelangelo La Barbera, Salvatore Biondino e Domenico Ganci (che spararono contro i tre carabinieri dopo essere scesi dall'autovettura guidata proprio da Anzelmo); sul luogo del delitto era presente anche una seconda auto soltanto con funzioni di supporto, che aveva a bordo Giuseppe Giacomo Gambino e Raffaele e Calogero Ganci.

## Memoria
Mario D'Aleo è ricordato ogni anno il 21 marzo nella Giornata della Memoria delle vittime di mafia e il 13 giugno, giorno in cui ricorre la commemorazione del suo omicidio. Molte le associazioni che lavorano alla prosecuzione della memoria.
La sua storia è raccontata nel romanzo diario "Per sempre fedele - diario di un uomo tra pagine di mafia", pubblicato nel 2013 e riedito nel 2023 con nuove testimonianze e ricordi di chi lo ha conosciuto. Il libro, la storia di un giovane uomo che non ha mai tradito sé stesso e il suo Paese, le incontrovertibili verità processuali che hanno poi spiegato il suo assassinio perché Mario D'Aleo stava ostacolando il lavoro delle potenti famiglie mafiose siciliane, Riina e Brusca in testa, è stato scritto da Valentina Rigano (giornalista) e da Marco D'Aleo, ufficiale dell'Arma dei Carabinieri e nipote di Mario. La prefazione è a cura del direttore ANSA Luigi Contu, mentre l'introduzione è a firma di Rita dalla Chiesa, figlia del generale Carlo Alberto dalla Chiesa. 
In suo ricordo e de cCapitano Emanuele Basile, ucciso prima di lui a Monreale, la giornalista Michela Giordano ha scritto il libro Quando rimasero soli. 
La Stazione Carabinieri di Palazzo Adriano (PA) è stata a lui intitolata nel 2016, così come, nel 1990, la sede della Compagnia Carabinieri di San Bonifacio (VR). Una targa che lo ricorda è stata affissa nel 2021 nel cortile del Liceo scientifico statale "Camillo Cavour" di Roma, dove ha svolto gli studi superiori. Nel 2023, a Cassina de' Pecchi (MI), è stato a lui intitolato il Giardino di Via Carlo Alberto Dalla Chiesa, dove si trova anche un cippo con una targa che lo ricorda.